# Caras do Poder
Caras do Poder é uma série informativa emitida pela TVI e pela TVI24. A primeira edição foi emitida em 2015, ao longo do mês de agosto, e revelou as 30 pessoas mais poderosas de Portugal.  .  A eleição é da exclusiva responsabilidade da Redação de Informação da TVI e da TVI24. Em agosto de 2016, a iniciava voltou à TVI. 

## Mais poderosos de 2017
| No. | Nome            | Citação | Profissão |       |
| --- | --------------- | ------- | --------- | ----- |
| 9   | Jorge Mendes    | -       |           | [ 3 ] |
| 10  | Armando Pereira |         |           | [ 4 ] |

## Mais poderosos de 2016
| No. | Nome                        | Citação | Profissão                             |        |
| --- | --------------------------- | --- | ------------------------------------- | ------ |
| 1   | Marcelo Rebelo de Sousa     | - | Presidente da República               |        |
| 2   | Cristiano Ronaldo           | - | Jogador de Futebol                    |        |
| 3   | António Costa               | "Não é de crispação que Portugal carece, mas sim de serenidade. Não é altura de salgar as feridas, mas sim de sará-las"                                                                              | Primeiro-ministro                     | [ 5 ]  |
| 4   | Paulo Azevedo               | "Sou um líder atípico. Tenho muita ambição pela empresa, mas não pessoal. Gosto de motivar as pessoas."                                                                                              |                                       | [ 6 ]  |
| 5   | Catarina Martins            | "Sou um líder atípico. Tenho muita ambição pela empresa mas não pessoal. Gosto de motivar as pessoas."                                                                                               |                                       | [ 7 ]  |
| 6   | Joana Marques Vidal         | "Há uma rede que utiliza o aparelho de Estado" |                                       | [ 8 ]  |
| 7   | António Mota Osório         | "A Banca é crítica para o sucesso da economia. É como o sangue nas veias de uma pessoa que permite que tudo o resto funcione"                                                                        |                                       | [ 9 ]  |
| 8   | António Mota                | "O meu pai construiu uma empresa do zero. Limitámo-nos a fazer crescer o negócio. Tivemos a ousadia, contra a opinião generalizada, de lançar uma OPA hostil e conseguir fazer, a seguir, uma fusão" |                                       | [ 10 ] |
| 9   | Fernando Santos             | "Só volto para Portugal dia 11 e vou ser recebido em festa" | Treinador                             | [ 11 ] |
| 10  | António Simões              | “Tenho sorte em trabalhar numa empresa que me permite ser honesto sobre ser homossexual, português e careca”                                                                                         |                                       | [ 12 ] |
| 11  | Jorge Mendes                | "Cheguei a ter clubes de vídeo, uma hamburgueria, um complexo turístico. Em tudo o que me meti sempre consegui resultados"                                                                           |                                       | [ 13 ] |
| 12  | António Vitorino            | “Quando o PSD passar à oposição vocês vão-se divertir imenso” |                                       | [ 14 ] |
| 13  | D. Manuel Clemente          | "Nem sempre são os que vêm de longe que devemos considerar refugiados, porque há muita gente, às vezes perto de nós, que também procura refúgio".                                                    | Cardeal Patriarca de Lisboa           | [ 15 ] |
| 14  | António Mexia               | "No futebol, o meu salário equivale ao de um defesa direito de um clube do meio da tabela" | Gestor                                | [ 16 ] |
| 15  | Jerónimo de Sousa           | "A troika foi embora mas deixou cá o ovo" | Secretário Geral do Partido Comunista | [ 17 ] |
| 16  |                             | |                                       |        |
| 17  |                             | |                                       |        |
| 18  |                             | |                                       |        |
| 19  |                             | |                                       |        |
| 20  |                             | |                                       |        |
| 21  | Mário Centeno               | "A austeridade entra no princípio do seu fim" | Ministro das Finanças                 | [ 18 ] |
| 22  | Arménio Carlos              | "Exigimos ao Governo que meta a segunda velocidade, depois a terceira, para se apanhar a velocidade de cruzeiro"                                                                                     | Sindicalista                          | [ 19 ] |
| 23  | Alexandre Soares dos Santos | "Temos que deixar de pensar que isto é uma ilha. Não. Não somos cidadãos europeus, somos cidadãos do mundo."                                                                                         | Empresário                            | [ 20 ] |
| 24  | António Guterres            | “Neste momento, como também podem compreender, preciso de umas férias. Não vou voltar à vida política ativa nacional“                                                                                | Ex-primeiro-ministro                  | [ 21 ] |
| 25  | Fernando Ulrich             | "Confio no Dr. António Costa e no Partido Socialista" | Presidente do BPI                     | [ 22 ] |
| 26  | Vhils                       | "Fui sempre interessado nesta ideia de construir algo que destrói a cidade, que descaracteriza a cidade"                                                                                             | Artista                               | [ 23 ] |
| 27  | Leonor Beleza               | "Fui o primeiro membro do Governo em Portugal que foi designado no feminino" | Presidente da Fundação Champalimaud   | [ 24 ] |
| 28  | Carlos Alexandre            | "Se há alguma qualidade que me pode ser assacada é efectivamente de ter alguma coragem" | Juiz                                  | [ 25 ] |
| 29  | Mário Leite Silva           | "É melhor ajustar a rota e trabalhar em alternativas viáveis" | Economista                            | [ 26 ] |
| 30  | Diogo Lacerda Machado       | “Talvez o melhor amigo do senhor primeiro-ministro. Ele disse que eu sou o seu melhor amigo” |                                       |        |

## Mais poderosos de 2015
| No. | Nome                        | Citação | Profissão                                | Fonte  |
| --- | --------------------------- | --- | ---------------------------------------- | ------ |
| 1   | Joana Marques Vidal         | "É melhor ajustar a rota e trabalhar em alternativas viáveis"                                                              | Procuradora-geral da República           | [ 27 ] |
| 2   | Pedro Passos Coelho         | "Está-nos a sair do lombo, está-nos a sair da pele"                                                                        | Primeiro-ministro                        | [ 28 ] |
| 3   | Daniel Proença de Carvalho  | "Não faço lóbi. Faço trabalho jurídico"                                                                                    | Advogado                                 | [ 29 ] |
| 4   | Maria Luís Albuquerque      | "Vocês que são jovens, multipliquem-se"                                                                                    | Ministra das Finanças                    | [ 30 ] |
| 5   | António Horta Osório        | "Resolver o pape comercial do BES não é uma questão de racionalidade, é uma questão de de moralidade"                      | CEO do Lloyds Bank                       | [ 31 ] |
| 6   | Paulo Azevedo               | "Não temos a ilusão de que o dinheiro é o mais importante."                                                                | CEO da Sonae                             | [ 32 ] |
| 7   | Marcelo Rebelo de Sousa     | "No fundo, Portas é um mini-Varoufakis. É um sabidão."                                                                     | Ex-líder do PSD, Comentador              | [ 33 ] |
| 8   | Paulo Portas                | "Apresenta-se ao serviço o líder do principal partido de oposição."                                                        | Vice-primeiro-ministro e Líder do CDS-PP | [ 34 ] |
| 9   | António Costa               | "Ninguém faz assim (um gesto) e a austeridade desaparece."                                                                 | Secretário-geral do PS                   | [ 35 ] |
| 10  | António Mexia               | "Não é por serem portadores de ajuda que (os srs. da Troika) passam a ser portadores da verdade."                          | Empresário e Ex-ministro                 | [ 36 ] |
| 11  | Cristiano Ronaldo           | "Eu sempre tenho que construir minha própria história"                                                                     | Jogador de futebol                       | [ 37 ] |
| 12  | António Guterres            | "O mundo perdeu muita da sua capacidade de evitar conflitos."                                                              | Ex-primeiro-ministro                     | [ 38 ] |
| 13  | Luís Filipe Vieira          | "Estou desiludido mas não surpreendido"                                                                                    | Presidente do SLB                        | [ 39 ] |
| 14  | Carlos Costa                | | Governador do Banco de Portugal          |        |
| 15  | Jorge Mendes                | |                                          |        |
| 16  | Américo Amorim              | |                                          |        |
| 17  | D. Manuel Clemente          | "Não me convence nada do céu que eu não vejo na terra."                                                                    |                                          |        |
| 18  | Tony Carreira               | "Eu amo a minha carreira acima de tudo mas não acima dos meus filhos."                                                     | Cantor                                   | [ 40 ] |
| 19  | Pedro Queiroz Pereira       | |                                          |        |
| 20  | Carlos Alexandre            | "Sou um rural na cidade. Não sou propriamente uma pessoa que se deixe contaminar pelo deslumbramento das luzes da ribalta" | Juiz                                     | [ 41 ] |
| 21  | Francisco Pinto Balsemão    | |                                          |        |
| 22  | Alexandre Soares dos Santos | |                                          |        |
| 23  | Cavaco Silva                | | Presidente da República                  |        |
| 24  | Jerónimo de Sousa           | |                                          |        |
| 25  | Mário Leite Silva           | |                                          |        |
| 26  | José Mourinho               | |                                          |        |
| 27  | Cristina Ferreira           | "Posso amanhã perder tudo, que sei que vou ter sucesso noutra coisa qualquer"                                              | Apresentadora de TV                      | [ 42 ] |
| 28  | Rosário Teixeira            | |                                          |        |
| 29  | Miguel Relvas               | |                                          |        |
| 30  | Pinto da Costa              | "Anjo não sei, mas anjinho não sou de certeza"                                                                             | Presidente do FCP                        | [ 43 ] |